# Vildtulpan

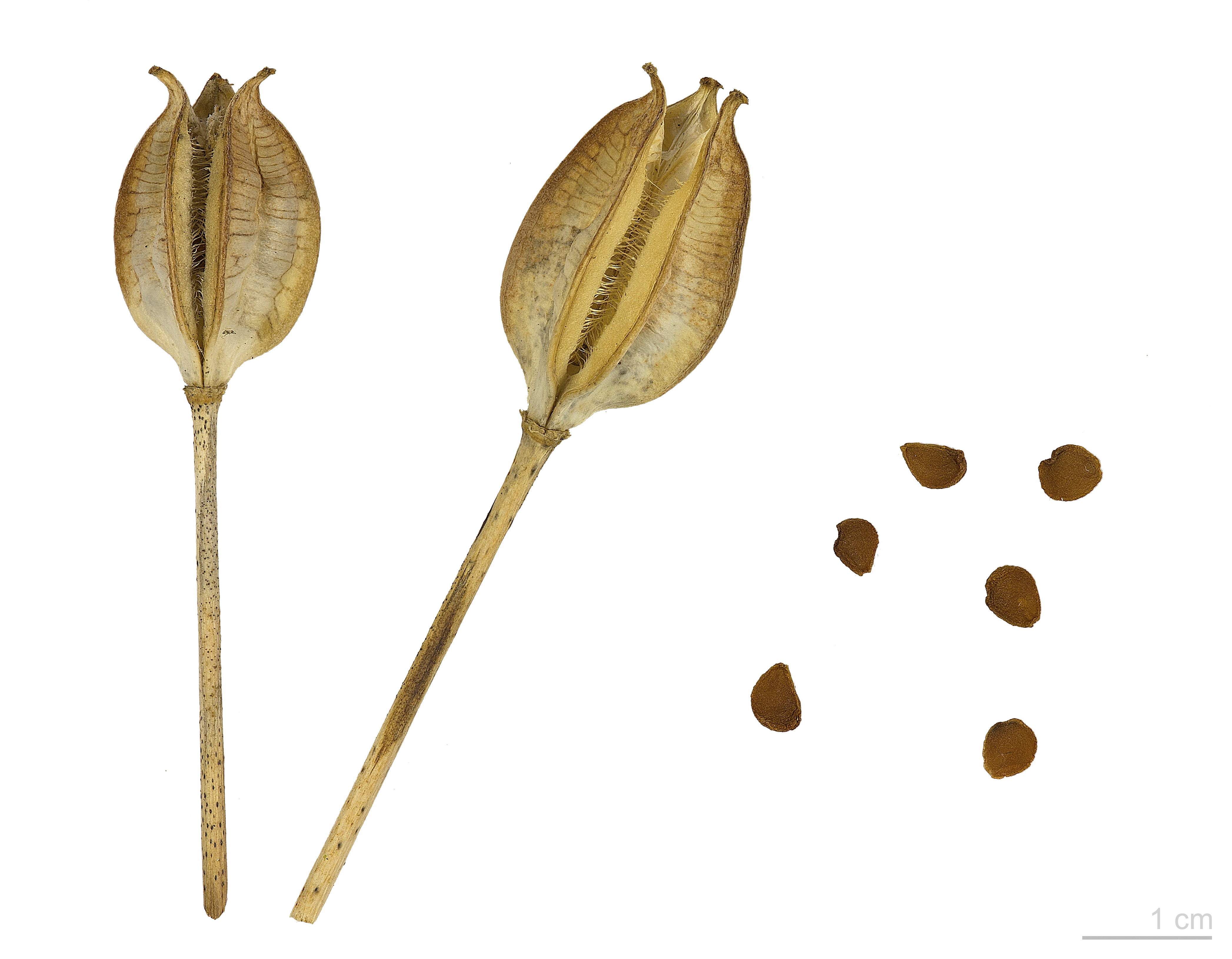
Tulipa sylvestris

Vildtulpan (Tulipa sylvestris) är en art i familjen liljeväxter. Den kommer ursprungligen från södra och centrala Europa samt Nordafrika, men hade redan på Linnés tid förvildat sig så talrikt i södra Sverige, att den kunde införlivas med landets flora. Den förekommer på gräsplaner i gamla trädgårdar och parker upp till Uppland samt i södra Norge.
Vildtulpanens blomma är gul. Den har en sexbladig, likbladig (aktinomorf), kronlikt hylle. Dessa kalkblad sitter tre och tre i två kretsar. Detta gäller även de sex ståndarna. Pistillen består av tre fruktblad. Hela blomman är alltså bildad av fem trebladiga och likbladiga kretsar eller sammanlagt 15 blad.
Vildtulpanen har en lök, som består av några tjocka, saftiga lager, som omsluter varandra och är fästade på en liten kort och tjock pelare inne i lökens nedersta del. Lökens delar är alltså en mycket kort, lodrät stam och ett antal tjocka, saftiga blad. Från stammens nedre ända utgår trådrötter. Lökbladen är lågblad, då de är inskränkta till endast själva slidan. Då en tulpanlök spirar om våren, förlänger sig lökstammen till en ovanjordisk stjälk med två örtblad och en ensam blomma. Löken är både till form och beskaffenhet avpassad för en långvarig vila, utan att förtorka under viloperioden. Dess vilotid omfattar nästan hela året med undantag av några få veckor, då växten blommar och sätter frukt.
Till skillnad från de flesta andra tulpanarter kan vildtulpanen trivas i halvskugga. Den vill ha varm, väldränerad och kalkrik jord.

## Underarter
Tre underarter kan urskiljas:
- subsp. sylvestris - har kraftiga stjälkar, minst 2,5 mm i diameter. Bladen är mer eller mindre upprätta. De yttre kalkbladen är 3,5-6,5 cm, ofta med grön ton på utsidan. Ståndarsträngarna är 9–14 mm långa, ståndarknappen 4–9 mm.
- Ängstulpan (subsp. australis)  - har vekare stjälkar som blir högst 2 mm i diameter. Bladen är mer eller mindre upprätta. De yttre hyllebladen blir 2-3,5 cm med rödtonad utsida. Ståndarsträngarna är 5–8 mm långa, ståndarknappen 2,5–4 mm.
- subsp. celsiana - har korta stjälkar till 15 cm. Bladen är skruvade och ligger tätt mot marken. Blommorna liknar de hos subsp. australis.

## Synonymer
subsp. sylvestris
- Tulipa acrocarpa Jordan ex Baker
- Tulipa australis subsp. gallica (Loisel.) K. Richter
- Tulipa balcanica Velen.
- Tulipa biebersteiniana Schult. & Schult.f.
- Tulipa biebersteiniana var. tricolor (Klokov & Zoz) M.S.Knjazev, P.V.Kulikov & E.G.Philippov
- Tulipa brujniana Roxb.
- Tulipa florentina Baker
- Tulipa gallica Loisel.
- Tulipa hypanica Klokov & Zoz
- Tulipa ophiophylla Klokov & Zoz
- Tulipa quercetorum Klokov & Zoz
- Tulipa quercetorum var. tricolor Klokov & Zoz
- Tulipa sylvestris L.
- Tulipa sylvestris subsp. balcanica (Velen.) Hayek
- Tulipa sylvestris subsp. gallica (Loisel.) Douin
- Tulipa sylvestris subsp. grandiflora (Hy) Hayek
- Tulipa sylvestris var. mauritii B.Valdés
- Tulipa tchitounyi Aznav.
- Tulipa thirkeana C.Koch
- Tulipa transtagana Brotero

subsp. australis (Link) Pampanini
- Tulipa alpestris Jordan & Fourreau
- Tulipa australis Link
- Tulipa australis proles alpestris (Jordan) Rouy
- Tulipa australis var. alpestris (Jordan) Gautier
- Tulipa breyniana Ker-Gawl.
- Tulipa tricolor Ledebour

subsp. celsiana (de Candolle) Hayek
- Tulipa australis subsp. celsiana (de Candolle)	Hayek
- Tulipa celsiana de Candolle